# Mallodonopsis corrosus
Mallodonopsis corrosus là một loài bọ cánh cứng trong họ Cerambycidae.